# Gajno
Gajno [pronunciación en polaco: /ˈɡai̯nɔ/] (en alemán: Hermannsruh) es un asentamiento en el distrito administrativo de Gmina Bierzwnik, dentro del Condado de Choszczno, Voivodato de Pomerania Occidental, en el norte de Polonia occidental. Se encuentra aproximadamente a 6 kilómetros al noreste de Bierzwnik, a 26 kilómetros al sureste de Choszczno, y a 87 kilómetros al sureste de la capital regional Szczecin.
Antes de 1945, el área fue parte de Alemania. Para la historia de la región, véase Historia de Pomerania.